# Jagnięca Skała

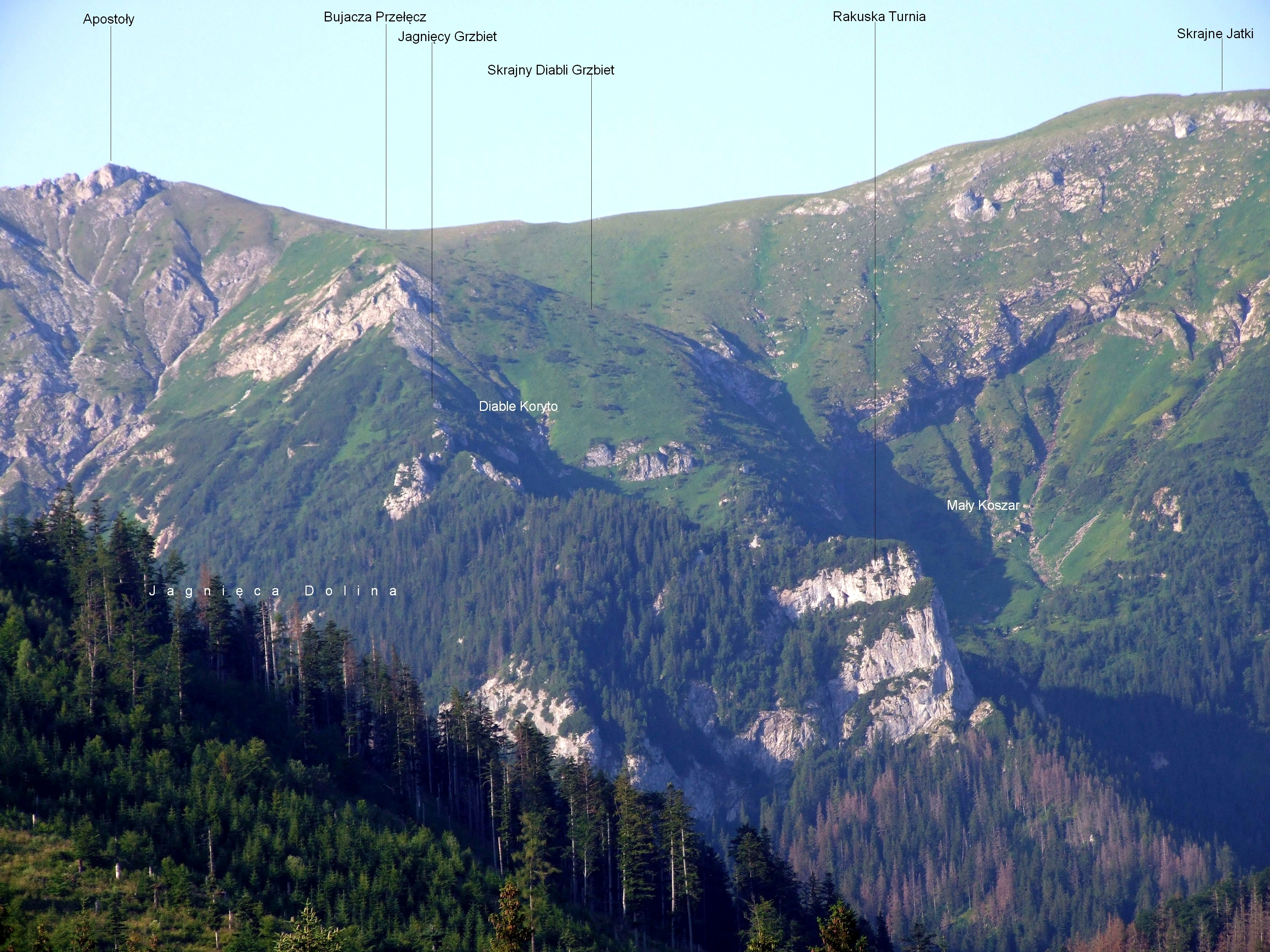
Jagnięca Skała w lewych zboczach Jagnięcego Grzbietu

Jagnięca Skała (niem. Lämmerturm, słow. Jahňacia skala, węg. Bárány-szikla) – wybitna skała w Dolinie pod Koszary w słowackich Tatrach Bielskich.
Jagnięca Skała znajduje się w Dolinie Jagnięcej – górnym piętrze Doliny pod Koszary. Wznosi się ponad kosodrzewinę i karłowate świerki w środkowej części Jagnięcego Grzbietu. Znajduje się w grupie kilku skał i jest największą z nich. Z położonego po jej południowej stronie siodełka opada żleb, z obydwu stron porośnięty gąszczem kosodrzewiny. Ma wylot nieco powyżej progu Doliny Jagnięcej.
Pierwsze znane wejście na Jagnięcą Skałę: Jacek Bilski i Władysław Cywiński 17 października 1979 r. Skała znajduje się na obszarze Tatrzańskiego Parku Narodowego i dodatkowo na obszarze ochrony ścisłej.